# 泉京子
泉 京子（いずみ きょうこ、1937年10月17日 - ）は松竹映画を中心に活動した日本の元女優。本名は竹中久代。東京府東京市浅草区（現・東京都台東区）出身。

## 来歴・人物
- 1955年に京華女子高等学校を中退し、松竹演技養成所へ入所。翌1956年に野添ひとみ主演の「ホガラカさん」前・後篇で松竹より銀幕デビュー。

- 妖艶で華やかな美貌に身長165cmの長身、また、魅惑的な大きな瞳とB96・W56・H100の日本人離れしたグラマラスな肢体はスクリーンに映え、和製シルヴァーナ・マンガーノと謳われ、元祖美人グラマー女優として名を馳せた。当時、香港でも人気があったという[1]。
- 1958年に公開された『続　禁男の砂』に久子(海女)役で出演。妖艶で華やかな美貌に身長165cmの長身、また、魅惑的な大きな瞳とB96・W56・H100の日本人離れしたグラマラスな肢体に白の磯シャツ（白木綿の上着の長袖）を着て、腰には白の磯ナカネをミニスカートのように巻き付け、頭に白の磯頭巾をきちっとかぶり、ゴム製鼻隠し一つメガネタイプの磯メガネを装着して磯桶を持って海に潜るなど、全身びしょ濡れになりながら演技をこなした。

- 1962年「波止場で悪魔が笑うとき」の出演を最後に松竹を退社しフリーとなり、翌1963年の大蔵映画「海女の怪真珠」を以って映画界を引退。

- 1968年10月封切りの東映「不良番長」で映画界へ復帰、翌1969年3月封切りの東映「旅に出た極道」に出演。

## 音楽活動
シングル
- 魔女のブルース/夜の足音　クラウンレコード　1969年